# Cossulus
Cossulus is een geslacht van vlinders van de familie van de Houtboorders (Cossidae), uit de onderfamilie van de Cossinae. De wetenschappelijke naam van dit geslacht is voor het eerst voorgesteld door Otto Staudinger in een publicatie uit 1887. Staudinger beschreef ook de eerste soort uit het geslacht, Cossulus argentatus, die als typesoort is aangeduid.
De soorten van dit geslacht komen voor in Azië.

## Soorten
- Cossulus alaicus Yakovlev, 2006
- Cossulus alatauicus Yakovlev, 2006
- Cossulus argentatus Staudinger, 1887
- Cossulus bolshoji (Zukowsky, 1936)
- Cossulus darvazi (Sheljuzhko, 1943)
- Cossulus griseatellus Yakovlev, 2006
- Cossulus habibae Yakovlev, Pljustch, Skrylnik & Pak, 2015
- Cossulus herzi (Alphéraky, 1893)
- Cossulus intractatus (Staudinger, 1887)
- Cossulus irani (Daniel, 1937)
- Cossulus irtlachi Yakovlev & Witt, 2017
- Cossulus issycus (Gaede, 1933)
- Cossulus kabulense (Daniel, 1965)
- Cossulus kopetdaghensis Yakovlev & Alipanah, 2021
- Cossulus lena Yakovlev, 2008
- Cossulus lignosus (Brandt, 1938)
- Cossulus mollis (Christoph, 1887)
- Cossulus mucosus (Christoph, 1884)
- Cossulus nasreddin Yakovlev, 2006
- Cossulus nedretus de Freina & Yakovlev, 2005
- Cossulus nikoforoviorum Yakovlev, 2006
- Cossulus nycteris (John, 1923)
- Cossulus putridus (Christoph, 1887)
- Cossulus sergechurkini Yakovlev, 2008
- Cossulus sheljuzhkoi (Zukowsky, 1936)
- Cossulus stertzi (Püngeler, 1900)
- Cossulus strioliger (Alphéraky, 1894)
- Cossulus turcomanica (Christoph, 1893)
- Cossulus zoroastres (Grum-Grshimailo, 1902)